# Niklas Römer
Niklas Römer (* 7. Mai 1988 in Dormagen) ist ein ehemaliger deutscher Footballspieler. 

## Laufbahn
Römer, Sohn des früheren Fußballspielers Dirk Römer, übte bis 2005 die Sportarten Basketball und Fußball aus. 2005 spielte er für die Footballer der Neuss Frogs, in den Spieljahren 2008 und 2009 verstärkte er die Cologne Falcons. Es folgte der Wechsel zu den Düsseldorf Panthern, mit denen ihm 2010 der Aufstieg in die Football-Bundesliga gelang. Er blieb bis zum Ende des 2012er Spieljahres in Düsseldorf. Zur Saison 2013 schloss sich Römer, der Fitnessökonomie studierte, der Braunschweiger Mannschaft New Yorker Lions an. Der 1,92 Meter große Wide Receiver wurde 2013, 2014, 2015, 2016 und 2019 mit Braunschweig deutscher Meister, zudem gewann er mit der Mannschaft 2015, 2016, 2017 und 2018 jeweils den Eurobowl. Im Eurobowl 2016 wurde er als wertvollster Spieler des Spiels ausgezeichnet.
Vor der Saison 2019 gab Römer sein Karriereende bekannt, seine vorerst letzte Partie war der German Bowl XLI. In dieser Saison erzielte er den insgesamt 100. Touchdown seiner Laufbahn.  Für die Saison 2023 stand Römer im Trainerstab der New Yorker Lions als Trainer der Wide Receiver, bevor er nach fünf Spielen wieder in denSpielerkader berufen wurde. Römer beendete die Saison 2023 als Spielertrainer mit 23 Passfängen für 335 Yards und fünf Touchdowns.
Nach der Saison 2023 beendete Römer seine Spielerlaufbahn als einer der erfolgreichsten deutschen Passempfänger in der Geschichte der German Football League mit Passfängen für insgesamt 9570 Yards Raumgewinn.

### Nationalmannschaft
Mit der deutschen Nationalmannschaft wurde Römer 2010 und 2014 Europameister. Im EM-Endspiel 2014 gegen Gastgeber Österreich gelang Römer der entscheidende Touchdown. Bei der Weltmeisterschaft 2011 erreichte er mit Deutschland den fünften Rang und wurde als wertvollster Spieler der Partien gegen Australien und Frankreich ausgezeichnet.
Römer stellte insgesamt sechs WM-Bestmarken auf, unter anderem für die meisten Passfänge in einem WM-Turnier (21), für gefangene Yards (433), durchschnittlich gefangene Yards pro Spiel (108), für den längsten gefangenen Passspielzug sowie den längsten gefangenen Touchdown (89). Zwei weitere WM-Rekorde für Touchdowns im Turnier (4) und gefangene Pässe in einem Spiel (8) stellte Römer ein.